# Mole C1
El Mole C1 es un teléfono móvil con funciones básicas diseñado por Mole, una empresa americana con sede en Miami.

## Características
Consiste en un teléfono pequeño y de bajo costo capaz de funcionar con dos tarjetas SIM y que permite la transferencia de datos a través de Bluetooth. Su pantalla con tecnología TFT es de solo 1.8 pulgadas y cuenta con una cámara trasera de 2 mpx, una linterna y recepción de radio FM. Funciona con las bandas GSM 850 a la 1900.